# Свято-Никольский собор (Кисловодск)
Свято-Никольский собор — кафедральный собор в Кисловодске, главный храм Кисловодского благочиния. Расположен собор на проспекте Мира.

## История
Первый храм, посвящённый Николаю Чудотворцу, появился в Кисловодске ещё в 1803 году. Это была деревянная церковь на территории крепости. Каменный Свято-Никольский собор был построен в 1883-1888 гг. В 1900 году рядом с церковью была сооружена пятиярусная колокольня. При советской власти здание было взорвано 1 сентября 1936 года.
Воссоздание Свято-Никольского прихода произошло лишь в 1991 году. 12 сентября 1993 года был совершён молебен закладки собора. Окончание строительство планировалось завершить к 1998 году, но центральный купол был воздвигнут лишь в феврале 1999 года. Архитектурный облик собора максимально приближён к уничтоженному в 1936 году зданию. Высота пятиглавого храма — 54 м. Освящение Свято-Никольского собора состоялось 22 мая 2008 года, которое свершили управляющий делами Московской Патриархии Митрополит Калужский и Боровский Климент в сослужении с Архиепископом Ставропольским и Владикавказским Феофаном.

## События
- В 1992 году при Свято-Никольском приходе по благословению Митрополита Ставропольского и Бакинского Гедеона (Докукина) открыта первая на Северном Кавказе Православная Свято-Никольская классическая гимназия, обучение в которой проходят более 200 человек ежегодно. Директор Гимназии - настоятель Свято-Никольского собора митрофорный протоиерей Иоанн Владимирович Знаменский[4]. У входа в гимназию установлена скульптура преподобного Сергия Радонежского.
- В 2012 году завершены многолетние работы по росписи стен храма силами художников иконописной артели[5]

## Галерея

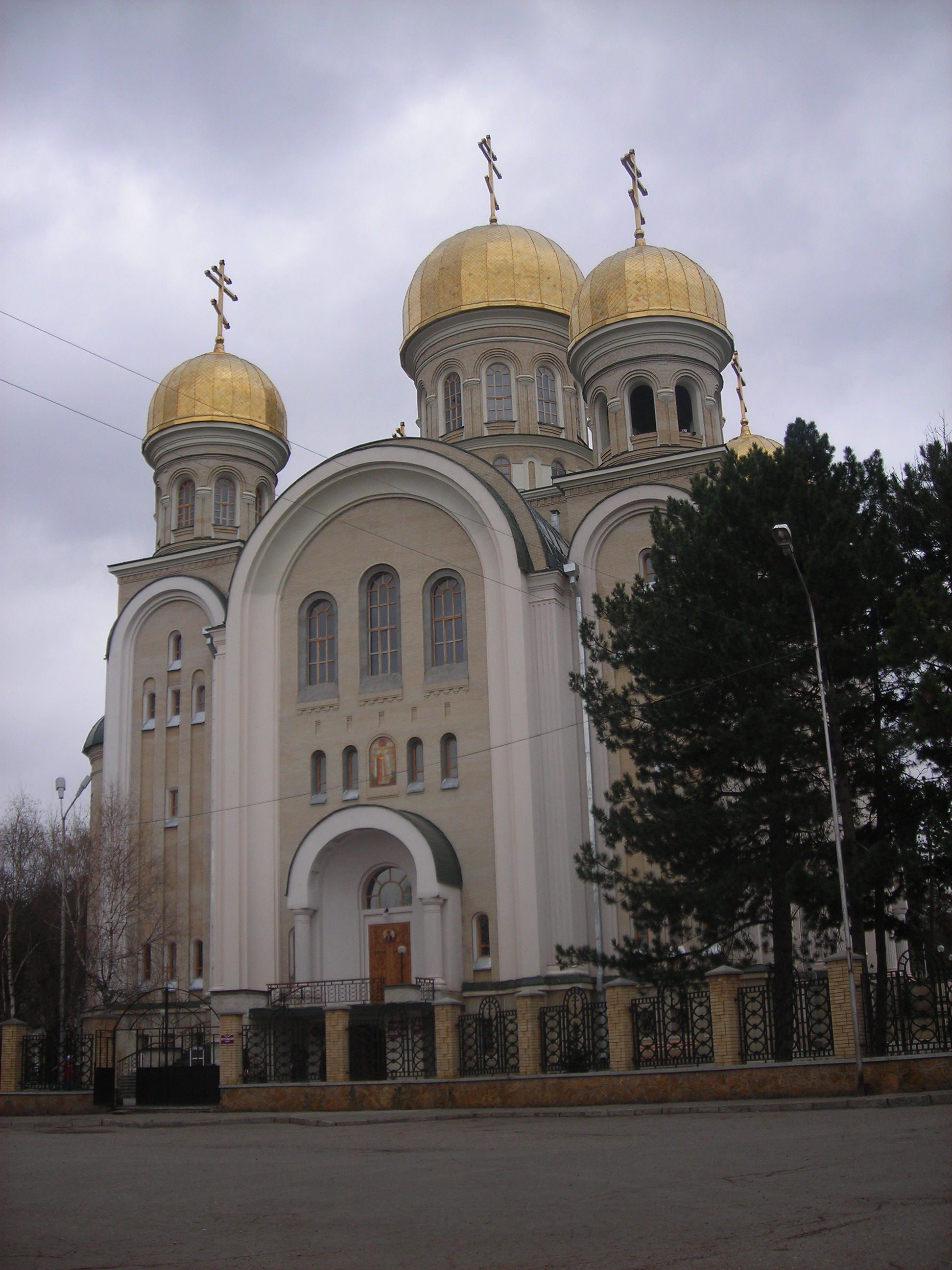
Собор в 2008 году
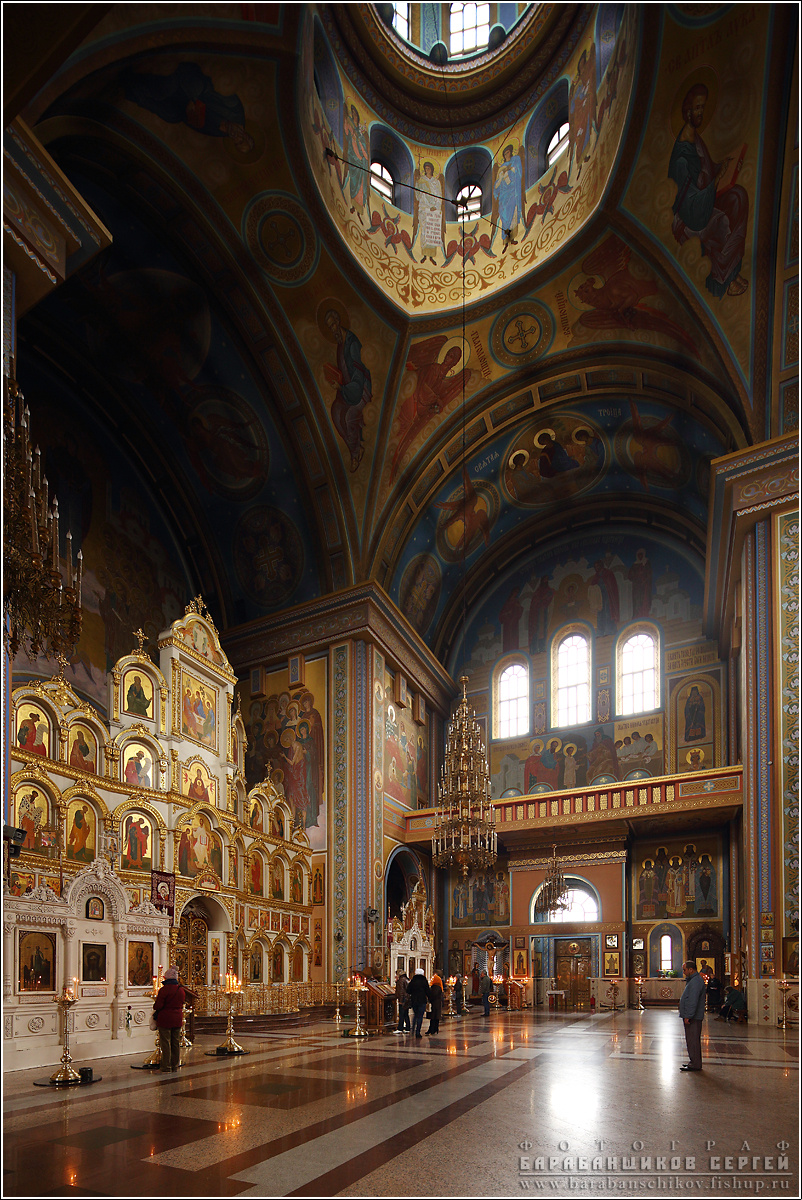
Внутренние помещения
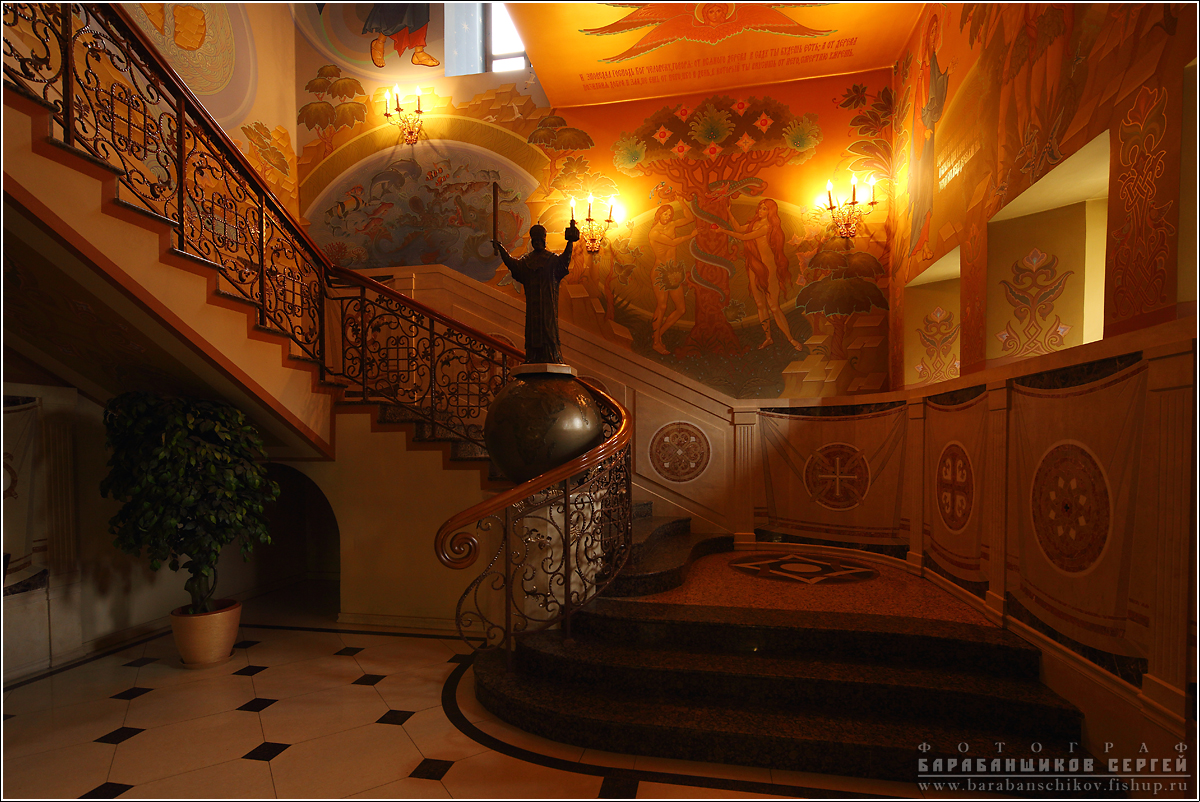
Внутренние помещения
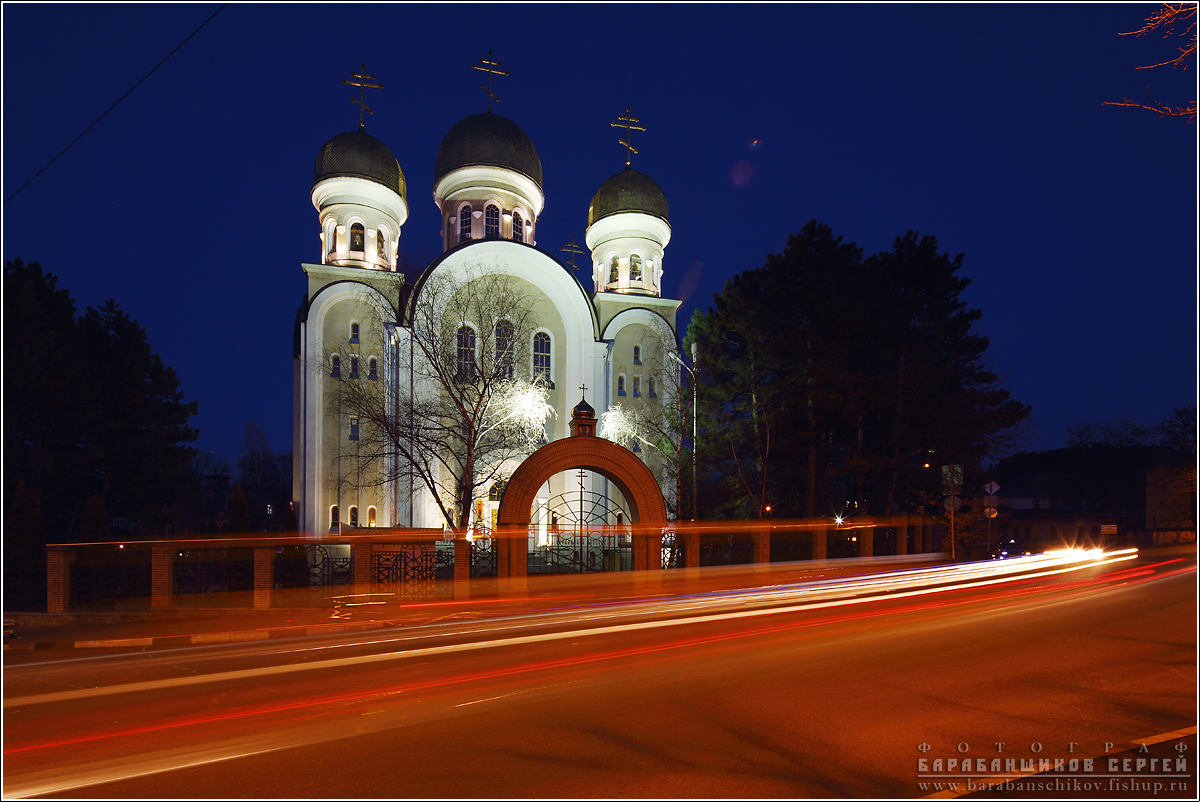
Вид на собор вечером
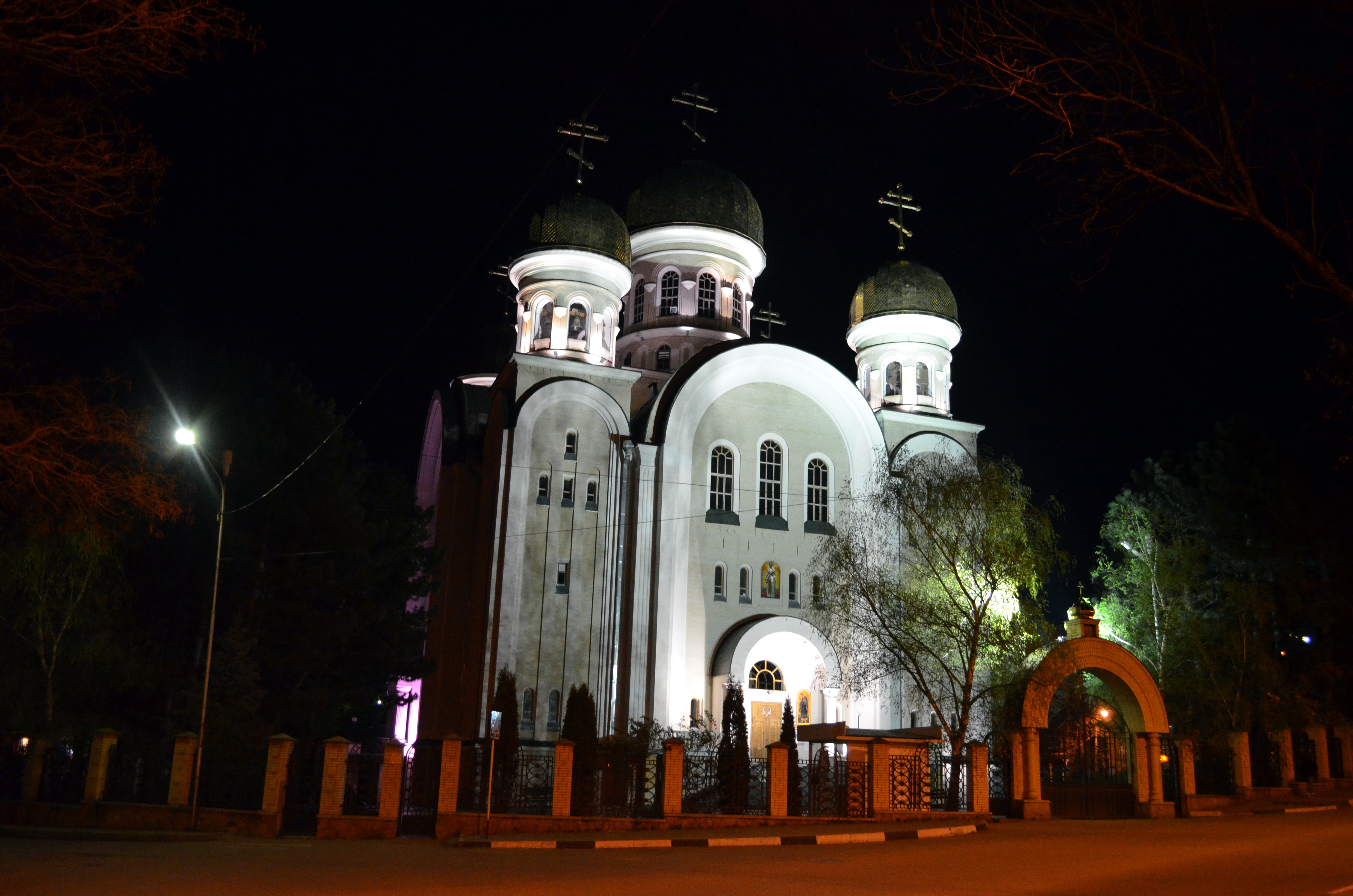
Вид на собор ночью
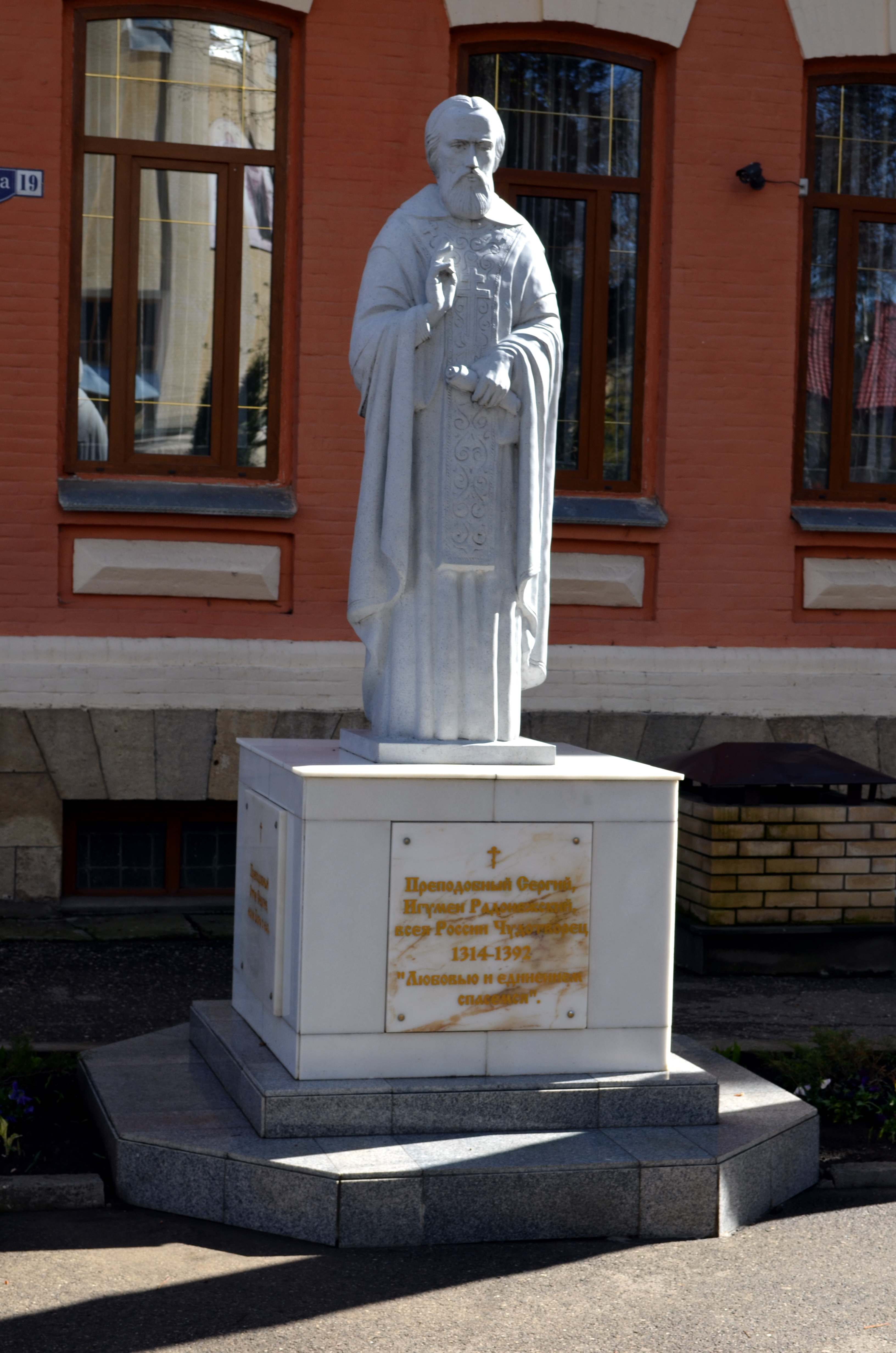
Скульптура преподобного Сергия Радонежского
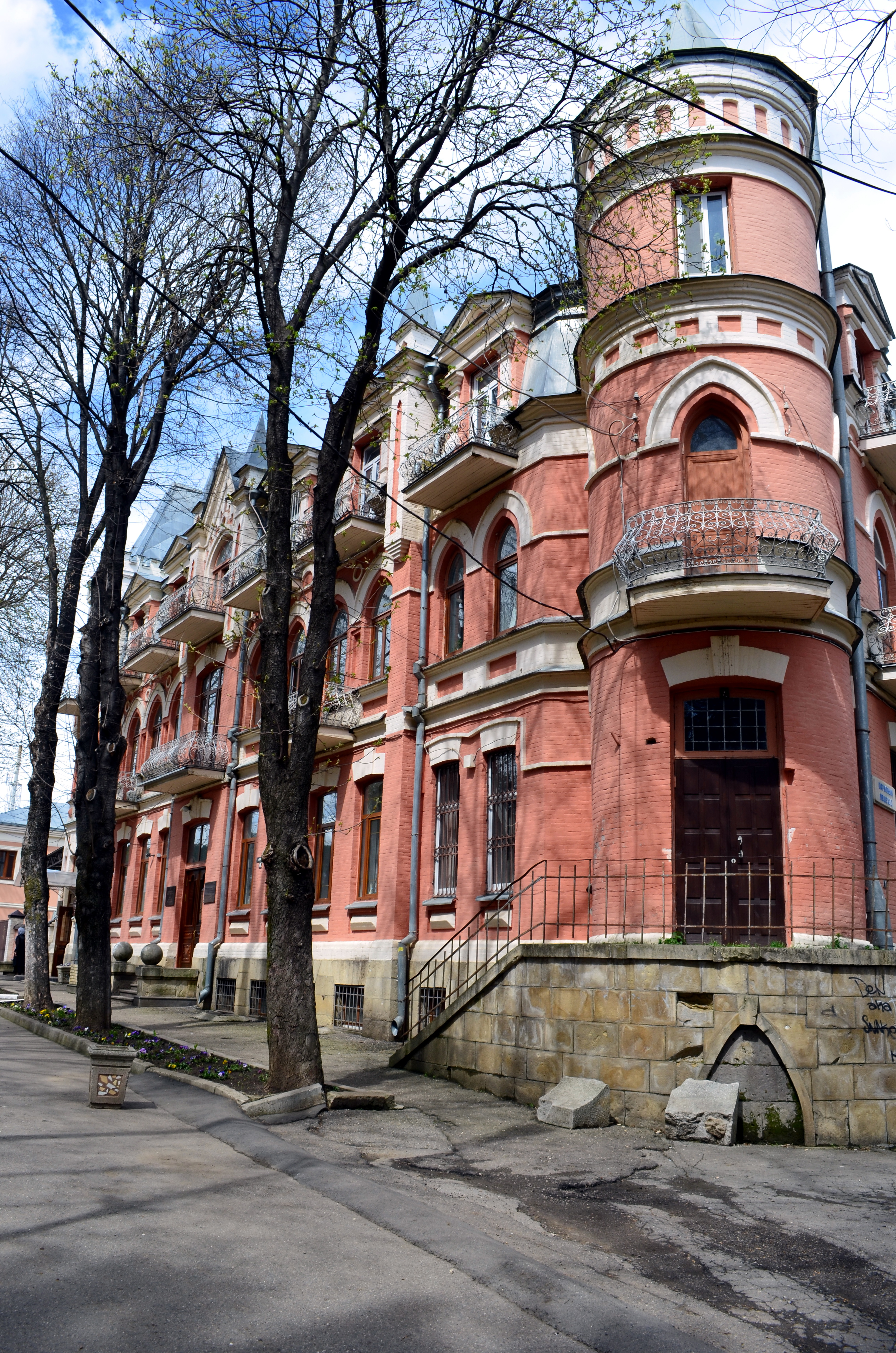
Здание гимназии